# Andrés Berterreche
Andrés Berterreche Álvarez (Montevideo, 18 de juliol de 1962) és un enginyer agrònom i polític uruguaià pertanyent al Front Ampli. Va ser ministre de Ramaderia del seu país entre 2009 i 2010.

## Biografia
Berterreche va obtenir el grau d'enginyer agrònom de la Universitat de la República el 1987. Anys després va obtenir un màster en Ciències amb menció en Tecnologia de la Fusta.
Des del 2005 treballa com a Docent Honorari a la Facultat d'Agronomia de la UdelaR, en la qual exerceix el càrrec de docent i investigador des de 1991. També va exercir la docència a la Universitat Catòlica de l'Uruguai i a l'Institut de Gestió Agropecuària de Tacuarembó.
Va treballar com a vicepresident de la Sub - Regió Con Sud de les Oficines Forestals Nacionals per a la FAO entre 2006 i 2008.

### Activitat pública
Berterreche pertany al Moviment de Participació Popular, sector pertanyent al Front Ampli.
Després de l'assumpció de Tabaré Vázquez, Berterreche va assumir el 2 de març de 2005 com a director de la Direcció Nacional Forestal.
Quan el llavors viceministre, Ernesto Agazzi, va assumir com a ministre després de la renúncia de José Mujica, qui fins a la data ocupava el càrrec, se li va oferir el càrrec de viceministre de la cartera, càrrec que va acceptar.
Va assumir com a ministre de Ramaderia, després de la renúncia d'Ernesto Agazzi, el 5 d'octubre del 2009, càrrec que va ocupar fins a l'1 de març del 2010.